# José Ferreira de Macedo Pinto
José Ferreira Macedo Pinto (Guedieiros, Sendim, 15 de julho de 1814 — Coimbra, 12 de julho de 1895) foi um médico, doutor em Medicina pela Faculdade de Medicina da Universidade de Coimbra em 1844, que foi lente na mesma Faculdade, tendo também exercido funções políticas, entre as quais as de deputados às Cortes. Foi sócio correspondente da Academia Real das Ciências de Lisboa e da Sociedade das Ciências Médicas de Lisboa.

## Biografia
Nasceu na localidade de Guedieiros, freguesia de Sendim (Tabuaço), filho de Manuel Ferreira de Macedo e Ana Lúcia Peres Guimarães, membros da influente família Macedo Pinto, de Tabuaço, uma família de grandes proprietários ligados à viticultura duriense. Era irmão de António Ferreira de Macedo Pinto, o visconde de Macedo Pinto, e tio do médico e político Vítor Macedo Pinto.
Matriculou-se nos cursos de Filosofia e Matemática da Universidade de Coimbra, preparatórios para Medicina, em 17 de outubro de 1835, transitando para o curso de Medicina em 9 de outubro de 1838. Obteve o grau de licenciado em Medicina a 14 de novembro de 1844 e o grau de doutor em Medicina a 1 de dezembro de 1844.
Iniciou a sua carreira na Faculdade de Medicina da Universidade de Coimbra como opositor em 1845, passando por várias disciplinas até obter em 1855 o lugar de lente de Medicina Legal, transitando em 1864 para professor de Medicina Legal, Higiene Pública e Polícia Médica, em que se jubilou por  decreto de 21 de novembro de 1866. Organizou naquela Faculdade o Gabinete de Química que, em 1860, já possuía uma vasta coleção de reagentes, instrumentos e utensílios para análises toxicológicas. Uma breve notícia da fundação deste gabinete foi publicada no décimo volume de O Instituto. Para além do gabinete de toxicologia, sob a sua direção foram também criados na Faculdade de Medicina laboratórios de Fisiologia Experimental, Histologia e Anatomia Patológica. Em 1845 foi o professor que proferiu a Oração de Sapientia na abertura do ano letivo.
Macedo Pinto foi sócio fundador do Instituto de Coimbra, onde desempenhou os cargos de tesoureiro, entre 1855 e 1858, e de vice-presidente, entre 1860 e 1862.
Exerceu vários cargos superiores, como o de vogal do Conselho Superior de Instrução Pública. Foi deputado às Cortes eleito pelo círculo de Lamego, em 1856-1858, e, graças à sua influência junto do Governo, conseguiu deste, dez anos mais tarde, a construção da estrada marginal ao Douro, desde a Régua até à Pesqueira.
Pertenceu a várias associações ou corporações científicas estrangeiras, foi sócio correspondente da Academia Real das Ciências de Lisboa, admitido a 10 de maio de 1855, e da Sociedade de Ciências Médicas de Lisboa. 
Deixou várias obras científicas publicadas e vários trabalhos de temática literária e política, dispersos por vários jornais do seu tempo. Entre as suas publicações destacam-se vários artigos no Jornal da Sociedade Agrícola do Porto e em O Instituto.
Interessou-se pela questão do magnetismo animal e em 1846 fez parte da comissão que o estudou e tentou determinar a sua utilidade na Medicina.  Organizou e dirigiu o Hospital dos Coléricos de Nossa Senhora da Conceição, em Coimbra, durante a epidemia de cólera que em 1855 ali grassou.
Também se dedicou à veterinária, tendo publicado um Compêndio de veterinária, ou curso completo de zooiátrica doméstica (Coimbra, 1852) e um  Guia do alveitar, ou vademecum do veterinário; memorial patológico e terapêutico, formulário farmacológico (Coimbra, 1854). Contudo, foi no campo da toxicologia que mais se destacou, sendo autor de um Compêndio de toxicologia  judicial e legislativa (Coimbra, 1862) e de um manual de Medicina Administrativa e legislativa (Coimbra, 1862-1863), obra que foi adoptado até 1893 como manual na cadeira de Higiene Pública da Faculdade de Medicina de Coimbra. Em colaboração com Januário Peres Furtado Galvão elaborou de um Tratado elementar de Medicina Legal (Coimbra, 1858).

## Obras
Entre outras, é autor das seguintes monografas:
- Ensaio acerca do que ha de mais essencial sobre a Cholera-morbus epidemica
- Guia do alveitar ou vade-mecum do veterinario, memorial pathologico e therapeutico, e formulario pharmacologico. Coimbra, Imprensa da Universidade (com 4 edições até 1901).
- Medicina administrativa e legislativa : Obra destinada para servir de texto no Ensino d'esta Sciencia, e para elucidar os Facultativos Civis e Militares, os Pharmaceuticos, os Engenheiros, os Magistrados Administrativos, os Directores de estabelecimentos de Industria e de Educação Litteraria, etc., nas questões de Hygiene Pública e Política Medica e Sanitária (2 volumes). Imprensa da Universidade, Coimbra, 1863.
- Oratio quam pro annua studiorum, instauratione IV idus octobris anni MDCCCXLV in Conimbricensi Academia.  Conimbricae, 1845.
- Relatorio da Direcção do Hospital de Cholericos de N.S. da Conceição em Coimbra (em co-autoria com António Augusto da Costa Simões). Coimbra: Imprensa da Universidade, 1856.
- Theses ex universa medicina decerptae, quas praeside clarissimo ac sapientissimo D. D. Joanne Lopes de Moraes...in gymnasio Academiae Conimbricensis...propugnandas offert Josephus Ferreira de Macedo Pinto. Conimbricae : Typis Academicis, 1844.
- Toxicologia judicial e legislativa : Obra destinada para servir de texto no ensino d’esta sciencia e de guia practico nos exames toxicologicos, para elucidar os magistrados, advogados e jurados nas questões de veneficio. Coimbra, Imprensa da Universidaded, 1860.
- Tratado elementar de medicina legal : coordenado, segundo a legislação Portugueza, para uso da mocidade estudiosa, e dos senhores facultativos, advogados, magistrados, militares, jurados, &c. (em co-autoria com Januário Peres Furtado Galvão). Coimbra, Imprensa da Universidade, 1858.
- Compendio de veterinaria, ou curso completo de zooiatrica domestica, approvada pelo Conselho superior de instrução publica. Coimbra, Imprensa da Universidade, 1852-1854.